# Castramétation
La castramétation est un terme militaire antique utilisé dans le glossaire technique de l'archéologie, désignant l'art de choisir et de disposer l'emplacement d'un camp ou d'une place forte.
Le mot dérive du latin castrametatio, composé de castra « camp » et metari « mesurer ».
Énée le Tacticien, militaire grec du IVe siècle av. J.-C., est l'auteur d'un ouvrage consacré à la castramétation.
Les circonvallations sont des ouvrages de castramétation.

## Castramétation chez les Grecs et les Romains

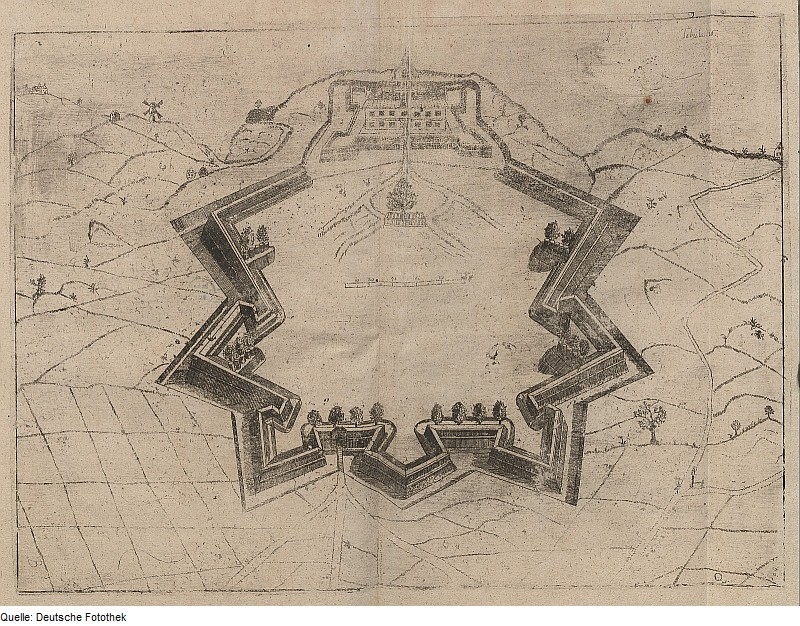
Exemple de castramétation

Les Grecs avaient adopté la forme carrée. Leurs camps étaient retranchés. Avant le IVe siècle, les Romains avaient des camps retranchés et réguliers. En suivant la castramétation de Pyrrhus et après l'avoir vaincu, ils l’améliorèrent.
Polybe apporte une description précise d'un camp romain au temps de Scipion l'Africain. L'armée romaine était ainsi composée de deux légions avec 10 000 hommes et autant d'auxiliaires. Le camp avait la forme d'un grand parallélogramme et était entouré d'un fossé large de 3,55 m sur 2,70 m dont on avait rejeté les déblais pour former une banquette et un parapet d'environ 2 m de hauteur. La crête du parapet plongeait d'environ 5 m sur le fond du fossé et était augmenté d'une palissade. 
À l'intérieur du fossé, on trouvait une avenue large de 59,26 m. Cette avenue contenait les tentes qui étaient ainsi hors de portée des attaques extérieures. Les armées romaines campaient dans leur ordre de marche : 
- avant-garde (alliés, général, état-major) ;
- légions.

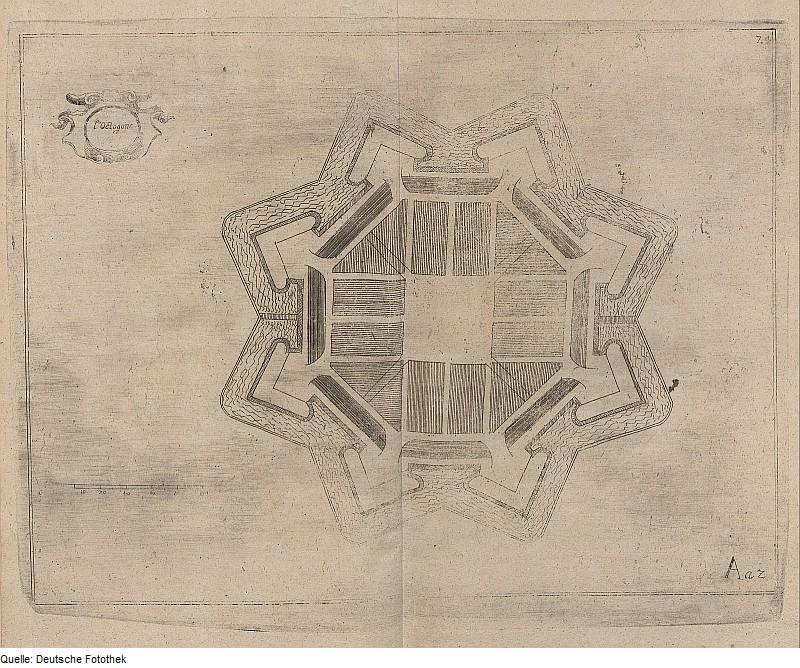
Disposition de castramétation.

On trouve ainsi une ligne d'alliés et derrière eux une grande place quadrangulaire avec en son centre une enceinte de 59,26 m appelée Prœtorium contenant la tente du général avec, à sa gauche, la tente du légat (ou lieutenant) dans le Forum et, à sa droite, le questeur (Quœstorium). Deux corps d'infanterie et de cavalerie fermaient les côtes des places. 
En arrière du Prœtorium étaient dressées douze tentes sur une seule file où logeaient les tribuns, terminant la première partie du camp et s'ouvrant sur une avenue transversale de 26,63 m, appelée principia (quartier des chefs ou des commandants) avec, en son centre, un tribunal gazonné pour rendre la justice. Cette zone comprenait les enseignes. Le front du camp où campaient les légions commençait au-delà du principia. Les légions étaient constituées de huit colonnes au centre augmentées en périphérie de deux colonnes d'alliés. L'ensemble était divisé en quatre sections égales séparées par deux chemins de 14,81 m, l'un, perpendiculaire à l'axe général du camp partant des principia et descendant au fond du camp ; l'autre, transversal, ouvert après la cinquième cohorte de chaque légion, nommée quintana. 
Le camp avait quatre portes : 

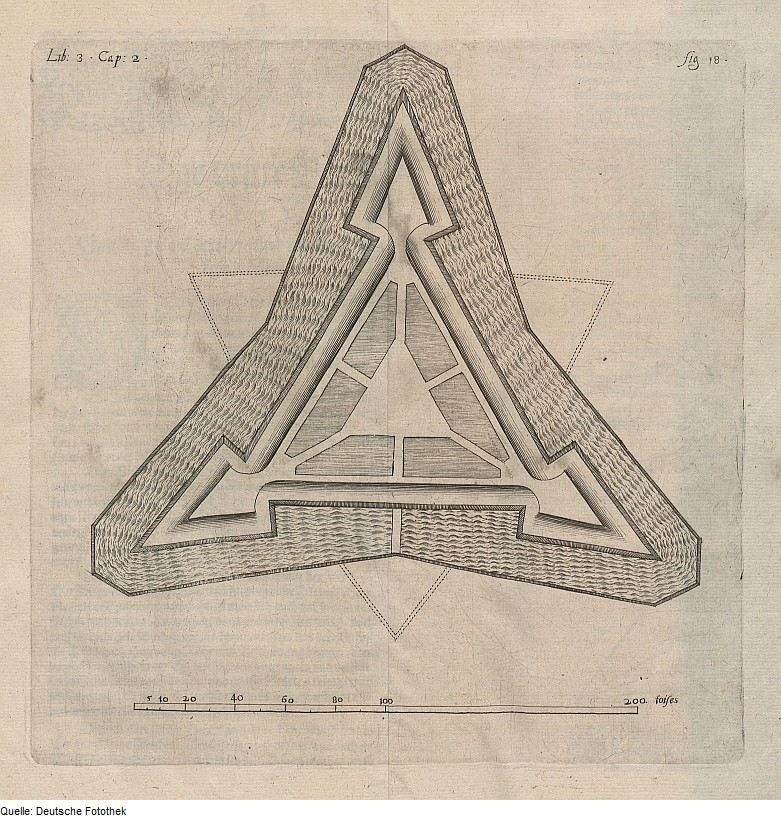
Castramétation triangulaire.

- La Prétorienne, du côté du Prœtorium ;
- La Décumane, à l'opposé de la première ;
- La Dextre et la Sinistre autrement dénommées principales car s'ouvrant aux extrémités des principia.

Pour l'Empire romain, la principale source littéraire est le traité mutilé De munitionibus castrorum, bien que l'édition Teubner préfère renommer l'ouvrage De metatione castrorum. L'auteur se consacre à la disposition du camp et des troupes diverses même si on est plus dans un idéal à atteindre, les camps établis ne furent jamais aussi organisés comme ce manuel. Les datations hésitent entre les règnes de Trajan et d'Hadrien. 
À l'époque d'Hadrien, la castramétation est un peu modifiée, tous les sujets de l'empire étant devenus citoyens romains, les alliés devenant ainsi des auxiliaires (ou étrangers). Ils furent placés à la place des légions qui devinrent, eux, le cadre. En raison de l'augmentation de la suite de l'empereur, le Prœtorium fut dressé au centre du camp et entouré de troupes d'élite et des gardes particuliers du prince qui occupe alors tout l'espace entre les principia et la voie Quintana. Les trois divisions sont appelées :
- Prœtentura (premières tentes), du côté de la porte Prétorienne ;
- Prœtorium, au centre ;
- Retentura (tentes du fond), vers la porte Décumane.

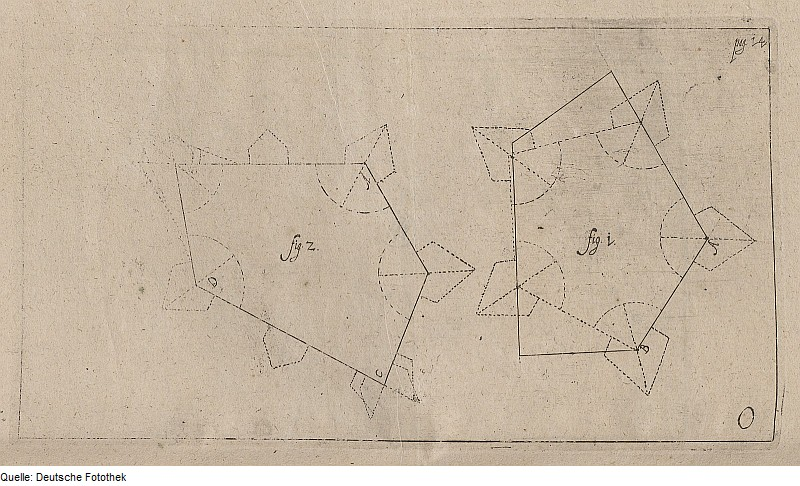
Géométrie de castramétation.

L'armée romaine ne partait jamais en campagne sans avoir préalablement tracé un camp retranché pour y passer la nuit. On utilisait alors la locution militaire En tant de camps pour En tant de jours de marche. En fin de journée, un tribun, puis sous l'Empire, un préfet de camp, partait avec quelques centurions pour choisir l'emplacement qui était tracé en jalonnant toutes les divisions avec des piques et des javelots. Chaque corps reconnaissait ainsi sa place en arrivant. Les travaux s'exécutaient devant l'ennemi sous la protection de la cavalerie et d'une moitié d'infanterie. Le retranchement était établi en une demi-heure par les deux tiers des soldats, et trois quarts d'heure par la moitié des soldats. Un camp d'une armée en marche dans un pays en paix était retranché moins fortement et n'avait souvent qu'un mur d'une hauteur de moins d'un mètre. Il arrivait parfois que l'armée ne campe qu'en plaine, rangée en rond, entourée d'un rempart de boucliers. 
La nature du terrain réglant souvent la castramétation, il y avait aussi des camps triangulaires, demi-circulaires ou circulaires. Les plus célèbres castramétation romaines sont au camp de l’Étoile dans la Somme et à Wissant.

## Castramétation moderne

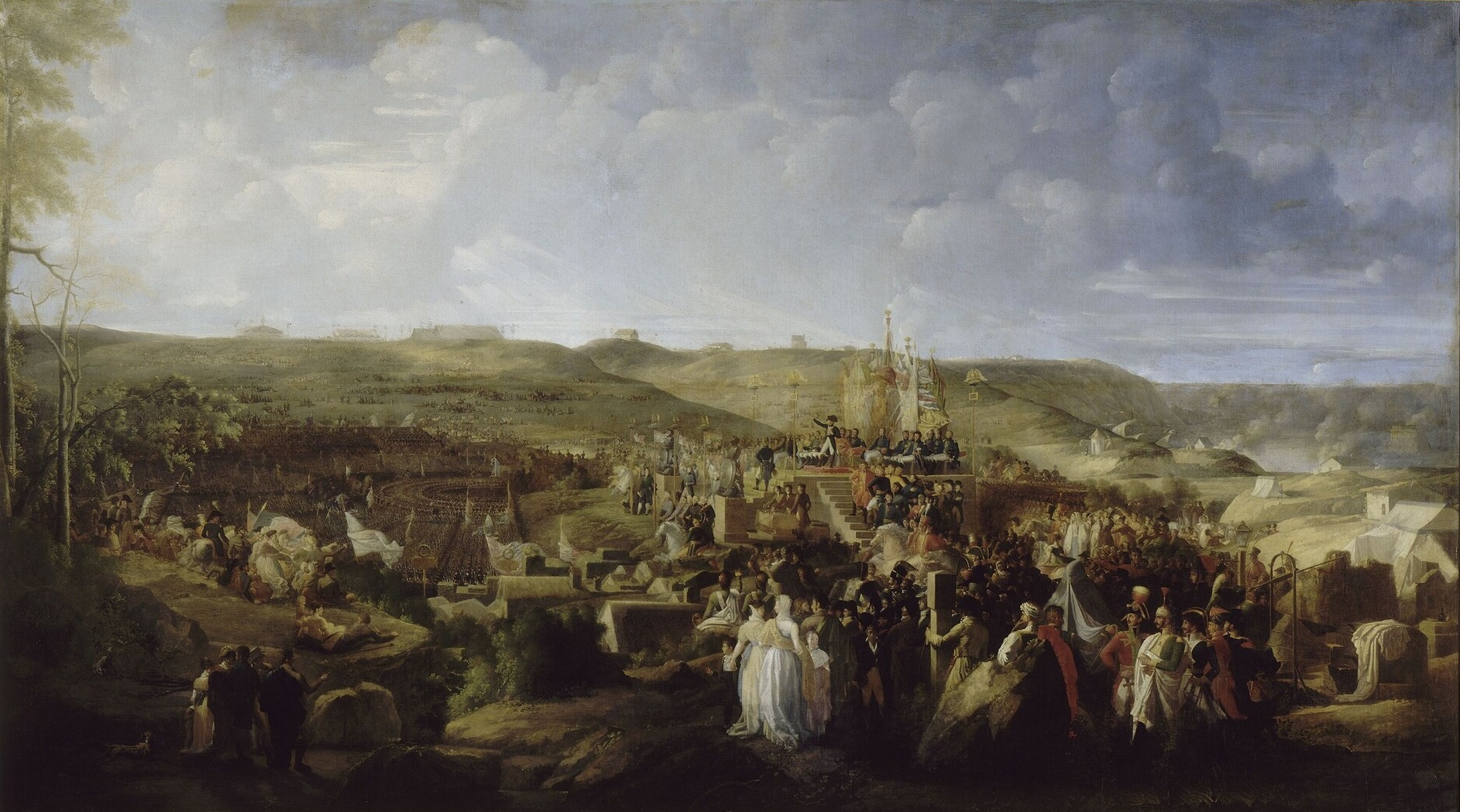
Napoléon Ier distribuant les croix de la légion d'honneur au camp de Boulogne le 16 août 1804.

Les camps, à partir du Moyen Âge et jusqu'au XIXe siècle, sont peu profonds, en raison des changements de tactique de combat. Là où l'armée doit lutter sur plusieurs lignes, le campement a alors autant de lignes. Il varie ainsi suivant l'ordre de bataille décidé par le général en chef. Chaque corps, bataillon, escadron ou batterie, campe à la perpendiculaire de son front de bataille, les intervalles restants servant à la circulation. Sur la ligne de front se situent les faisceaux d'armes des soldats. Parallèlement à son front, derrière chaque corps, s'étendent les lignes distinctes de campement : 
1. les cuisines des soldats ;
2. le campement du petit état-major ;
3. le campement des lieutenants ;
4. le campement des capitaines ;
5. le campement des officiers supérieurs.

Les troupes sont installées sous des tentes, dans des baraques ou sur la terre nue appelée bivouac. Lors des guerres de la Révolution française, les tentes furent abandonnées en raison de l'important bagage transporté, celles-ci nuisant à la rapidité des manœuvres. La coutume devint alors de bivouaquer. Les baraques ne furent employées que dans les camps d'exercice ou dans les camps stables, comme au camp de Boulogne en 1804. 
La castramétation circulaire a été généralement adoptée par les armées arabes et turques.